# George Soldan
Hans Georg August George Soldan (* 28. März 1878 in Bremerhaven; † 31. Mai 1945) war ein deutscher Offizier und Militärwissenschaftler. Er war maßgeblich an der Neukonzeption der amtlichen deutschen Militärgeschichtsschreibung nach dem Ersten Weltkrieg beteiligt. Ab 1919 leitete er im Reichsarchiv die Abteilung bzw. später das Referat Volkstümliche Schriften und verantwortete die Gesamtredaktion der Schriftenreihe Schlachten des Weltkriegs sowie der Erinnerungsblätter deutscher Regimenter. Kontrovers diskutiert wurde seine 1925 veröffentlichte Schrift Der Mensch und die Schlacht der Zukunft, in der er die Vorstellung entwickelte, zukünftige Kriege würden durch ein hochmobiles, kleines Heer von Berufssoldaten entschieden. Nach seinem Ausscheiden aus dem Reichsarchiv übernahm er 1931 die Schriftleitung der Militär-Zeitschrift Deutsche Wehr. Im Zweiten Weltkrieg wurde er als Kriegsberichterstatter reaktiviert und gilt als in sowjetischer Kriegsgefangenschaft verschollen.

## Leben und Werk

### Offizier
Soldan war ein Enkel des Bremerhavener Unternehmers Melchior Schwoon. Sein Vater August Soldan (1836–1897) war Chefarzt am Krankenhaus von Bremerhaven.
George Soldan schlug eine Offizierslaufbahn in der Preußischen Armee ein. Aus dem Kadettenkorps kommend wurde er Mitte Oktober 1898 als Leutnant dem Infanterie-Regiment „Kaiser Wilhelm“ (2. Großherzoglich Hessisches) Nr. 116 überwiesen. Seit 1908 trat er mit militärwissenschaftlichen Arbeiten hervor, etwa im Jahr 1912 mit Die Führung in Koalitionskriegen. Am Ersten Weltkrieg nahm er zunächst als Kompaniechef und Bataillonskommandeur im 4. Thüringischen Infanterie-Regiment Nr. 72 teil. Von Mai 1915 bis Juni 1918 führte er als Hauptmann das III. Bataillon des Infanterie-Regiments Nr. 184 an der Westfront. Für seinen Einsatz im Rahmen der „Michael-Offensive“ wurde er am 22. April 1918 mit dem Orden Pour le Mérite ausgezeichnet. Noch 1918 wurde er zum Großen Generalstab abkommandiert, wo er in der Kriegsgeschichtlichen Abteilung IV unter Oberst Theodor Jochim arbeitete.

### Geschichtspolitiker und Archivrat
Im Mai 1919 legte Soldan eine 41-seitige Denkschrift mit dem Titel Die deutsche Geschichtsschreibung des Weltkrieges. Eine nationale Aufgabe vor, die sein Vorgesetzter Jochim dem Oberquartiermeister Kriegsgeschichte im Großen Generalstab, Hermann Ritter Mertz von Quirnheim, vorlegte. Darin entwarf Soldan einen detaillierten Plan zur Durchsetzung geschichtspolitischer Ziele. Nachdem er Versäumnisse im Propagandakrieg 1914 bis 1918 moniert hatte, beschrieb er im Hinblick auf die deutsche Niederlage als die drei Aufgaben der Geschichtsschreibung des Krieges:

„[…] ein zusammengebrochenes Volk aufrichten, ihm den Glaube an sich wiedergeben, aus gemeinsam ertragenem Glück und Unglück deutschnationales Empfinden erwachsen lassen, das, die dunkelste Gegenwart durchstrahlend, den Weg zum neuen Aufstieg weist; den großen erzieherischen Wert der Geschichte ausnützen, um ein politisch denkendes und empfindendes Volk zur Reife zu führen.
 Das sind nationale Aufgaben, deren Lösung im Interesse der Zukunft des Staates liegt. Es sind Gesichtspunkte, die bewußt in die Geschichtsschreibung hineinzulegen sind, die aber unbewußt sich dem Leser eingraben müssen.“

Der Historiker Markus Pöhlmann sieht in dem Manuskript die für den weiteren Verlauf der militärischen Kriegsgeschichtsschreibung des Ersten Weltkriegs bedeutsamste Stellungnahme. Zum einen hätten eindeutig biologistische und völkische Gesellschaftsvorstellungen die Denkschrift bestimmt, und Soldan habe unter Verweis etwa auf Arthur Moeller van den Brucks Schrift Das Recht der jungen Völker ein neues ideologisches Begründungsmuster für die Militärgeschichtsschreibung konstruiert. Zum anderen habe Soldan offen eine Militärgeschichte als innenpolitisches Propagandainstrument gefordert und eine dezidiert manipulative und volkstümliche Geschichtsschreibung gefordert. Mertz von Quirnheim beauftragte Soldan im Juli 1919 mit der Konzeption einer Abteilung für volkstümliche Geschichtsschreibung. 1920 stellte Soldan seine konzeptionellen Überlegungen auch öffentlich im Deutschen Offizierblatt vor. Die Geschichtsschreibung sollte im Erinnerungskulturkampf der Weimarer Republik dem Kriegserlebnis mit positiver Sinnstiftung und Glorifizierung begegnen.
Nach der Auflösung des Großen Generalstabs kam Soldan als Major a. D. 1919 mit der kriegsgeschichtlichen Abteilung in das neu gegründete Reichsarchiv. Er wurde dort Archivrat und leitete die zunächst selbständige Abteilung G („Volkstümliche Schriften“), die 1924 als Referat der Abteilung B („Kriegsgeschichtliche Abteilung“) angegliedert wurde, aber weitgehende Unabhängigkeit bewahrte. Seine Mitarbeiter waren ausschließlich ehemalige Offiziere, von denen nur einer über eine akademische Ausbildung verfügte. Soldan verantwortete die Gesamtredaktion der im Oldenburger Stalling-Verlag erscheinenden volkstümlichen Reihe Schlachten des Weltkriegs (36 Bände) sowie die Redaktion der Regimentsgeschichten-Reihe Erinnerungsblätter deutscher Regimenter. Die Reihe Schlachten des Weltkriegs wurde gezielt auf den Massenabsatz hin konzipiert. Angehörige des Reichsarchivs verfassten selbst neun Bände und waren an 14 weiteren maßgeblich beteiligt. Mit Werner Beumelburg, der vier Bände beisteuern sollte, gewann Soldan einen der populärsten Autoren nationalistischer Kriegsromane für seine Reihe. Auf die Vorarbeiten des Referats G stützte sich auch die spätere, amtliche Kriegsgeschichtsschreibung. Mit ihrer umfassenden Darstellung der Ereignisse erlangte das Reichsarchiv ab den späten 1920er-Jahren eine hegemoniale Stellung in der volkstümlichen Historiographie, auch weil auf eine offene Glorifizierung des Krieges verzichtet wurde. Soldan trug damit nicht nur der Bitterkeit Rechnung, mit der Veteranen auf ihre Kriegserfahrung zurückblickten, sondern auch ihrer Ablehnung der beschönigenden Kriegspropaganda.
Soldan erkannte auch das propagandistische, militärpublizistische und kommerzielle Potential der Kriegsfotografie, die er als das „realistischere“ und daher „authentischere“ Medium ansah. Nicht zuletzt gegenüber der pazifistischen Fotodokumentation Krieg dem Kriege, deren „Unwirklichkeitssinn“ er bekämpfen wollte, nutzte Soldan den Bestand des Bild- und Filmamtes, um das zweibändige Bildwerk Der Weltkrieg im Bild herauszugeben. Bei der Bildauswahl wurde nicht das Grauen des Krieges an sich ausgeklammert, aber deutsche Kriegsopfer wurden kaum abgebildet. Ebenfalls Authentizität sollte der zweiteilige Dokumentarfilm Der Weltkrieg (1927/28) vermitteln, dessen Drehbuch Soldan gemeinsam mit Erich Otto Volkmann für die Universum Film AG verfasste. Die Idee für den ursprünglich auf drei Teile angelegten Film war in Regierungskreisen um 1923 aufgekommen. Das Projekt wurde eng mit dem Auswärtigen Amt unter Minister Gustav Stresemann abgestimmt. Neben sorgfältig ausgewählten Originalaufnahmen wurden unter der Regie von Leo Lasko auch Schlachtenszenen nachgestellt. Zeitgenössische Kritiker merkten an, dass Schreckensbilder, wie man sie von George Grosz, Otto Dix oder Ernst Friedrich kenne, in dem Film nicht vorkämen.

### Militärschriftsteller
Als Autor publizierte Soldan vor allem in militärwissenschaftlichen Zeitschriften, aber auch in der von Ernst Jünger herausgegebenen Stahlhelm-Zeitschrift Die Standarte. Neben Jünger wurde Soldan, dem auch nationalrevolutionäre Tendenzen attestiert werden, durch Werner Beumelburg beeinflusst. Mit Der Mensch und die Schlacht der Zukunft legte Soldan 1925 eine der seinerzeit kontroversesten militärischen Publikationen vor. Er schilderte darin sein persönliches „Frontkämpfererlebnis“ und folgerte, die Massenheere der Wehrpflichtigen hätten ausgedient. In der Zukunft seien Stoßtrupps Träger des Kampfes. Als Krieg der Zukunft erwartete Soldan einen Stellungskrieg, der von einem kleinen, hochmobilen Heer von Berufssoldaten entschieden werde. Diese Thesen stießen in Teilen des Offizierskorps auf scharfe Kritik.

### Schriftleiter und Kriegsberichterstatter
Im Jahr 1929 verließ Soldan das Reichsarchiv. Zwei Jahre später, nachdem auch die Reihe Schlachten des Weltkriegs eingestellt war, wurde er Hauptschriftleiter der Zeitschrift Deutsche Wehr, die auch bei Stalling erschien. Diese Position hatte er bis 1943 inne. Bereits ab 1925 hatte er als Mitherausgeber fungiert. Für Stalling gab Soldan außerdem die mit Fotos aus dem Bild- und Filmamt illustrierte Zeitgeschichte in Wort und Bild (1931–1934) in drei Bänden heraus. 1936 wurde er Mitglied der NSDAP.
Mit Beginn des Zweiten Weltkrieges wurde Soldan militärischer Mitarbeiter des Völkischen Beobachters. Seine Berichte stießen aber bei Hitler und der Militärzensur auf Ablehnung. Soldans Nachfolger wurde Kurt Hesse. Außerdem hielt Soldan Vorträge für das Deutsche Volksbildungswerk der Deutschen Arbeitsfront. Im Rang eines Oberstleutnants gehörte Soldan als „Höherer Berichter“ dem Stab der Heeresgruppe Mitte an. Seine Berichte erschienen in drei überregionalen Zeitungen, darunter dem Völkischen Beobachter. Soldan gilt als in sowjetischer Kriegsgefangenschaft verschollen und wurde mit dem Datum des 31. Mai 1945 für tot erklärt.

## Schriften
- Die strategische Bedeutung der Schlacht bei Dresden. Eine Entgegnung auf die gleichnamige Schrift des Dr. phil. F. Lüdtke; Gleichzeitig ein Beitr. zur Klärung d. Absichten d. Grossen Hauptquartiers. Bath, Berlin 1908.
- Die Führung in Koalitionskriegen. Vortrag gehalten … am 6. November 1912. Mittler, Berlin 1912.
- Feldmarschall Furst Carl zu Schwarzenberg. A. Bath-Verlag, Berlin 1913 (online)
- Die Eröffnung des Herbstfeldzuges 1813 durch die verbündete Hauptarmee. Eine archivalisch-strategische Studie., Berlin 1914.
- Das Infanterie-Regiment Nr. 184. Nach d. amtl. Kriegstagebüchern bearb. Stalling, Oldenbg, Berlin 1920.
- mit Albert Hiß: Infanterie-Regiment Kaiser Wilhelm (2. Großherzoglich-Hessisches) Nr. 116. Nach amtlichen Unterlagen und Berichten der Mitkämpfer ; Beigef.: 24 Bildtafeln mit 96 Bildern, 8 Karten, 23 Skizzen und 6 Anlagen. G. Stalling, Oldenburg, Berlin 1924.
- Der Mensch und die Schlacht der Zukunft. Stalling, Oldenburg 1925.
- (Hrsg.): Der Weltkrieg im Bild. Originalaufnahmen des Kriegs-Bild- und Filmamtes aus der modernen Materialschlacht. National-Archiv, Berlin 1930.
- et al.: Das Königlich Preußische 4. Thür. Infanterie-Regiment Nr. 72 im Weltkriege. Gerh. Stalling, Oldenburg i. O. 1930.
- Zeitgeschichte in Wort und Bild. National-Archiv, München 1931, 1932, 1934.
- Geleitwort zu Sebastiano Visconti-Prasca und Adolf Caspary: Der Entscheidungskrieg. 1. Auflage. Stalling, Oldenburg 1935.
- Einleitung zu Rolf Bathe: Bis zum letzten Hauch. Soldatische Studien 1914–1918. 2. Auflage. Protte, Potsdam 1936.
- Geleitwort zu Friedrich Wilhelm Borgman: Der Überfall der Sowjetunion auf Finnland 1939/40. Stalling, Oldenburg 1943.